# ناماكا (أسطورة)
ناماكا (بالإنجليزية: Namaka)‏ ربة بحر بولينيزية. هي أخت بیلي ربة النار. وهي روح مائي. وفي أسطورة تذكر أنه عندما تشاجر بيليه مع شقيقة بيلي القوية، ناماكا، أرسلت ناماكا موجات مد وجزر لتدمير أراضي بيليه ومنازله. وبمساعدة أسرتها، يحارب بيليه ناماكا، لكن ناماكا تهزمه.